# Roger Spottiswoode
Roger Spottiswoode (Ottawa, Ontario, Canadà, 5 de gener de 1945) és un cineasta britànic i canadenc reconegut com a editor de films com Straw Dogs (Els gossos de palla, 1971) i Pat Garrett i Billy the Kid (1973), dirigides per Sam Peckinpah, guionista de 48 Hrs. (48 hores), protagonitzat per Eddie Murphy i Nick Nolte, dirigit per Walter Hill i estrenat en 1982, i director de films com Air Amèrica, Under Fire i El demà no mor mai.

## Carrera
Spottiswoode va iniciar la seva carrera cinematogràfica el 1971 com a editor del documental Love and Music (Amor i música), dirigit per Jason Pohland i George Sluizer, i dels films Straw Dogs (Gossos de palla) i Pat Garrett and Billy The Kid (Pat Garrett i Billy The Kid), dirigits per Sam Peckinpah. El 1980, s'estrena Terror Train (El tren del terror), el seu primer film com a director, protagonitzat per Jamie Lee Curtis. En 1982, Spottiswoode va dirigir la sèrie The Renegades (Els renegats), protagonitzada per Patrick Swayze, mentre que el 1983, es va estrenar el film Under Fire (Sota el foc), protagonitzat per Gene Hackman i Nick Nolte, basat en fets reals esdevinguts a Nicaragua. Spottiswoode també va dirigir comèdies i films dramàtics com Els bons temps (The Best of Times), protagonitzat per Robin Williams i estrenat el 1986, Turner & Hooch (Socios y sabuesos), protagonitzada per Tom Hanks i estrenada el 1989, Air Amèrica, protagonitzada per Mel Gibson i Robert Downey, Jr., estrenada el 1990, i Stop! Or My Mom Will Shoot (Alto! O la meva mamà dispara), protagonitzada per Sylvester Stallone i estrenada el 1992. Entre els seus films més recents, es troben el telefilm And the Band Played On (I la banda va seguir tocant), protagonitzat per Matthew Modine i Phil Collins, estrenat el 1993; Tomorrow Never Dies (El demà no mor mai), protagonitzat per Pierce Brosnan per a la sèrie de films de James Bond, estrenat el 1997, The 6th Day (El sisè dia), protagonitzat per Arnold Schwarzenegger i estrenat l'any 2000, i Midnight Sun (El sol de mitjanit), el 2015.

## Filmografia com a director
Les seves pel·lícules més destacades són:
- Terror Train (1980)
- The Pursuit of D.B. Cooper (1981)
- Sota el foc (Under Fire) (1983)
- La millor jugada (The Best of Times) (1986)
- Shoot to Kill (1988)
- Socis i perdiguers (Turner & Hooch) (1989)
- Air Amèrica (1990)
- Stop! Or My Mom Will Shoot (1992). Dirigida amb Sylvester Stallone
- Ombres de dubte (1993)
- Mesmer (1994)
- El demà no mor mai (Tomorrow Never Dies) (1997)
- The 6th Day (2000)
- Spinning Boris (2003)
- Ripley Under Ground (2005)
- Shake Hands with The Devil (2007)
- The Children of Huang Shi (2008)
- Midnight Sun (2015)

## Premis i nominacions
Nominacions
- 1994: Primetime Emmy al millor director de minisèrie o especial per And the Band Played On